# Csong Szongnjong
Csong Szongnjong (hangul: 정성룡, handzsa: 鄭成龍, RR: Jung Sung-ryong; Kvangdzsu, 1985. január 4. –) dél-koreai labdarúgó, az élvonalbeli Kawasaki Frontale kapusa.

## Statisztika

### A válogatottban
| Válogatott | Év       | Mérk. | Gólok |
| ---------- | -------- | ----- | ----- |
| Dél-Korea  | 2008     | 12    | 0     |
| Dél-Korea  | 2010     | 12    | 0     |
| Dél-Korea  | 2011     | 16    | 0     |
| Dél-Korea  | 2012     | 5     | 0     |
| Dél-Korea  | 2013     | 12    | 0     |
| Dél-Korea  | 2014     | 7     | 0     |
| Dél-Korea  | 2015     | 1     | 0     |
| Dél-Korea  | 2016     | 2     | 0     |
| Összesen   | Összesen | 67    | 0     |